# André Stein
André Loyola Stein (ur. 19 sierpnia 1994 w Vila Velha) – brazylijski siatkarz plażowy, mistrz Świata z 2017 roku, tym samym stając się najmłodszym zawodnikiem, który zdobył ten tytuł oraz zwycięzca World Tour z 2017 grający w parze z Evandro Oliveirą.